# NGC 1934
NGC 1934 ist die Bezeichnung eines Emissionsnebels im Sternbild Dorado. 
Das Objekt wurde am 23. November 1834 von dem britischen Astronomen John Herschel entdeckt.